# Знаки почтовой оплаты СССР (1926)
Зна́ки почто́вой опла́ты СССР (1926) — перечень (каталог) знаков почтовой оплаты (почтовых марок), введённых в обращение дирекцией по изданию и экспедированию знаков почтовой оплаты Народного комиссариата почт и телеграфов СССР в 1926 году.
С февраля по 20 декабря 1926 года было выпущено 32 почтовые марки, в том числе 4 памятные (коммеморативные), 25 стандартных первого выпуска (1923—1927), номиналы которого даны в золотом исчислении и 3 стандартные марки (1925—1939) «В. И. Ленин». Кроме того, с 1 февраля 1926 года и до 15 мая 1927 года доплатные марки СССР выпуска 1925 года всех номиналов использовались без каких-либо надпечаток в качестве почтовых.

## Список коммеморативных (памятных) марок
Порядок следования элементов в таблице соответствует номеру по каталогу марок СССР (ЦФА), в скобках приведены номера по каталогу «Михель».
| № по каталогу     | Изображение | Описание и источники                   | Номинал   | Дата выпуска         | Тираж     | Художник        |
| ----------------- | ----------- | -------------------------------------- | --------- | -------------------- | --------- | --------------- |
| № 243 (Mi #311)   |             | Обелиск Советской Конституции в Москве | 0,07 руб. | 5 августа 1926 года  | 750 000   | В. К. Куприянов |
| № 244 (Mi #312)   |             | Обелиск Советской Конституции в Москве | 0,14 руб. | 5 августа 1926 года  | 750 000   | В. К. Куприянов |
| № 245 (Mi #313 Z) |             | Беспризорным детям: дети               | 0,10 руб. | 20 декабря 1926 года | 3 000 000 | В. К. Куприянов |
| № 247 (Mi #313 Y) |             | Беспризорным детям: дети               | 0,10 руб. | 20 декабря 1926 года | 2 500 000 | В. К. Куприянов |

## Выпуски стандартных марок

### Первый выпуск стандартных марок (1923—1927)
С февраля 1926 года продолжена эмиссия первого выпуска стандартных марок СССР. Рисунок на почтовых марках первого стандартного выпуска СССР повторял изображения на марках четвёртого стандартного выпуска РСФСР 1922—1923 года. Отличительная особенность почтовых марок «золотого» стандарта: их продавали на почте по номиналу, установленному котировальной комиссией Московской товарной биржи в соответствии с курсом дня золотого рубля. Так как пересчёт почтовых тарифов в денежные знаки производился по курсу червонца, то соответственно ежедневно менялись и почтовые тарифы, выраженные в совзнаках.
Порядок следования элементов в таблице соответствует номеру по каталогу марок СССР (ЦФА), в скобках приведены номера по каталогу «Михель».
| № по каталогу                            | Изображение | Описание и источники | Номинал   | Дата выпуска      | Тираж    | Художник                                                                |
| ---------------------------------------- | ----------- | -------------------- | --------- | ----------------- | -------- | ----------------------------------------------------------------------- |
| (ЦФА [АО «Марка»] № 147 I) (Mi #255 I E) |             | Крестьянин           | 0,30 руб. | март 1926 года    | массовый | скульптор Иван Шадр оформление Дмитрий Голядкин гравёр Алексей Троицкий |
| (ЦФА [АО «Марка»] № 148 I) (Mi #256 I E) |             | Красноармеец         | 0,40 руб. | март 1926 года    | массовый | скульптор Иван Шадр оформление Дмитрий Голядкин гравёр Алексей Троицкий |
| (ЦФА [АО «Марка»] № 162) (Mi #283 I A)   |             | Красноармеец         | 0,18 руб. | 13 мая 1926 года  | массовый | скульптор Иван Шадр оформление Дмитрий Голядкин гравёр Алексей Троицкий |
| (ЦФА [АО «Марка»] № 162 I) (Mi #283 I B) |             | Красноармеец         | 0,18 руб. | июль 1926 года    | массовый | скульптор Иван Шадр оформление Дмитрий Голядкин гравёр Алексей Троицкий |
| (ЦФА [АО «Марка»] № 163) (Mi #284 I A)   |             | Рабочий              | 0,20 руб. | декабрь 1925 года | массовый | скульптор Иван Шадр оформление Дмитрий Голядкин гравёр Алексей Троицкий |
| (ЦФА [АО «Марка»] № 171) (Mi #278 I)     |             | Рабочий              | 0,08 руб. | февраль 1926 года | массовый | скульптор Иван Шадр оформление Дмитрий Голядкин гравёр Алексей Троицкий |
| (ЦФА [АО «Марка»] № 172) (Mi #278 II)    |             | Рабочий              | 0,08 руб. | февраль 1926 года | массовый | скульптор Иван Шадр оформление Дмитрий Голядкин гравёр Алексей Троицкий |
| (ЦФА [АО «Марка»] № 173) (Mi #271 I B)   |             | Рабочий              | 0,01 руб. | июль 1926 года    | массовый | скульптор Иван Шадр оформление Дмитрий Голядкин гравёр Алексей Троицкий |
| (ЦФА [АО «Марка»] № 174) (Mi #272 I B)   |             | Крестьянин           | 0,02 руб. | июль 1926 года    | массовый | скульптор Иван Шадр оформление Дмитрий Голядкин гравёр Алексей Троицкий |
| (ЦФА [АО «Марка»] № 175) (Mi #273 I B)   |             | Красноармеец         | 0,03 руб. | июль 1926 года    | массовый | скульптор Иван Шадр оформление Дмитрий Голядкин гравёр Алексей Троицкий |
| (ЦФА [АО «Марка»] № 176) (Mi #274 I B)   |             | Рабочий              | 0,04 руб. | июль 1926 года    | массовый | скульптор Иван Шадр оформление Дмитрий Голядкин гравёр Алексей Троицкий |
| (ЦФА [АО «Марка»] № 177) (Mi #275 I B)   |             | Рабочий              | 0,05 руб. | июль 1926 года    | массовый | скульптор Иван Шадр оформление Дмитрий Голядкин гравёр Алексей Троицкий |
| (ЦФА [АО «Марка»] № 178) (Mi #276 I B)   |             | Крестьянин           | 0,06 руб. | июль 1926 года    | массовый | скульптор Иван Шадр оформление Дмитрий Голядкин гравёр Алексей Троицкий |
| (ЦФА [АО «Марка»] № 179) (Mi #277 I B)   |             | Красноармеец         | 0,07 руб. | июль 1926 года    | массовый | скульптор Иван Шадр оформление Дмитрий Голядкин гравёр Алексей Троицкий |
| (ЦФА [АО «Марка»] № 180) (Mi #278 I B)   |             | Рабочий              | 0,08 руб. | июль 1926 года    | массовый | скульптор Иван Шадр оформление Дмитрий Голядкин гравёр Алексей Троицкий |
| (ЦФА [АО «Марка»] № 181) (Mi #279 I B)   |             | Крестьянин           | 0,09 руб. | июль 1926 года    | массовый | скульптор Иван Шадр оформление Дмитрий Голядкин гравёр Алексей Троицкий |
| (ЦФА [АО «Марка»] № 182) (Mi #280 I B)   |             | Красноармеец         | 0,10 руб. | июль 1926 года    | массовый | скульптор Иван Шадр оформление Дмитрий Голядкин гравёр Алексей Троицкий |
| (ЦФА [АО «Марка»] № 183) (Mi #281 I B)   |             | Рабочий              | 0,14 руб. | июль 1926 года    | массовый | скульптор Иван Шадр оформление Дмитрий Голядкин гравёр Алексей Троицкий |
| (ЦФА [АО «Марка»] № 184) (Mi #282 I B)   |             | Крестьянин           | 0,15 руб. | июль 1926 года    | массовый | скульптор Иван Шадр оформление Дмитрий Голядкин гравёр Алексей Троицкий |
| (ЦФА [АО «Марка»] № 185) (Mi #284 I B)   |             | Рабочий              | 0,20 руб. | июль 1926 года    | массовый | скульптор Иван Шадр оформление Дмитрий Голядкин гравёр Алексей Троицкий |
| (ЦФА [АО «Марка»] № 186) (Mi #285 I B)   |             | Крестьянин           | 0,30 руб. | июль 1926 года    | массовый | скульптор Иван Шадр оформление Дмитрий Голядкин гравёр Алексей Троицкий |
| (ЦФА [АО «Марка»] № 187) (Mi #286 I B)   |             | Красноармеец         | 0,40 руб. | июль 1926 года    | массовый | скульптор Иван Шадр оформление Дмитрий Голядкин гравёр Алексей Троицкий |
| (ЦФА [АО «Марка»] № 188) (Mi #287 I B)   |             | Крестьянин           | 0,50 руб. | июль 1926 года    | массовый | скульптор Иван Шадр оформление Дмитрий Голядкин гравёр Алексей Троицкий |
| (ЦФА [АО «Марка»] № 189) (Mi #288 I B)   |             | Красноармеец         | 1,00 руб. | июль 1926 года    | массовый | скульптор Иван Шадр оформление Дмитрий Голядкин гравёр Алексей Троицкий |
| (ЦФА [АО «Марка»] № 190) (Mi #289 I B)   |             | Рабочий              | 2,00 руб. | июль 1926 года    | массовый | скульптор Иван Шадр оформление Дмитрий Голядкин гравёр Алексей Троицкий |
| (ЦФА [АО «Марка»] № 191) (Mi #290 I B)   |             | Красноармеец, тип II | 3,00 руб. | июль 1926 года    | массовый | скульптор Иван Шадр оформление Дмитрий Голядкин гравёр Алексей Троицкий |
| (ЦФА [АО «Марка»] № 192) (Mi #291 I B)   |             | Рабочий              | 5,00 руб. | июль 1926 года    | массовый | скульптор Иван Шадр оформление Дмитрий Голядкин гравёр Алексей Троицкий |

### Стандарт «В. И. Ленин» (1925—1939)
В 1926 году продолжена эмиссия стандартных почтовых марок с портретом В. И. Ленина (1925—1939) — в обращение поступили марки номиналом в 1; 2 и 3 рубля (художник Д. Голядкин).
Порядок следования элементов в таблице соответствует номеру по каталогу марок СССР (ЦФА), в скобках приведены номера по каталогу «Михель».
| № по каталогу          | Изображение | Описание и источники | Номинал   | Дата выпуска       | Тираж     | Художник                                 |
| ---------------------- | ----------- | -------------------- | --------- | ------------------ | --------- | ---------------------------------------- |
| № 220 № 220А (Mi #308) |             | Портрет В. И. Ленина | 1,00 руб. | 24 марта 1926 года | 1 000 000 | Дмитрий Голядкин гравёр Алексей Троицкий |
| № 221 № 221А (Mi #309) |             | Портрет В. И. Ленина | 2,00 руб. | 24 марта 1926 года | 1 000 000 | Дмитрий Голядкин гравёр Алексей Троицкий |
| № 222 (Mi #310)        |             | Портрет В. И. Ленина | 3,00 руб. | 24 марта 1926 года | 1 000 000 | Дмитрий Голядкин гравёр Алексей Троицкий |

## Комментарии
1. ↑  Коммеморативные марки — обобщённое название специальных художественных (памятных, юбилейных и других) почтовых марок. Для упрощения терминологии в случаях, когда требуется лишь подчеркнуть, что данная марка не является общеупотребляемой (то есть стандартной), под термином «коммеморативная марка» подразумевают, кроме перечисленных выше, также тематические (рисунки которых, посвящены определённой теме коллекционирования) марки. Также все упомянутые марки, объединённые термином «коммеморативная», имеют общую черту: как правило, такие марки изготовляются на высоком полиграфическом уровне[4].
2. ↑  Ниже приведён перечень памятных художественных марок (с возможностью сортировки по номиналу, тиражу и дате введения в обращение).
3. ↑  Международный конгресс эсперантистов в Москве («Обелиск Советской Конституции в Москве»). Красная, сине-зелёная. Литография на плотной бумаге с водяным знаком «ковер», перфорирована: комбинированная гребенчатая зубцовка 12:12½ (на каждые 2 сантиметра края марки приходится 12:12½ зубцов), 40 (8×5) экземпляров на марочных листах[1][14].
4. ↑  Международный конгресс эсперантистов в Москве («Обелиск Советской Конституции в Москве»). Фиолетовая, сине-зелёная. Литография на плотной бумаге с водяным знаком «ковер», перфорирована: комбинированная гребенчатая зубцовка 12:12½ (на каждые 2 сантиметра края марки приходится 12:12½ зубцов), 40 (8×5) экземпляров на марочных листах[1][14].
5. ↑  В помощь беспризорным детям («Дети»). Коричневая. Литография на плотной бумаге без водяного знака, перфорирована: рамочная зубцовка 13½ (на каждые 2 сантиметра края марки приходится 13½ зубцов), 100 (10×10) экземпляров на марочных листах[1][14].
6. ↑  В помощь беспризорным детям («Дети»). Коричневая. Литография на плотной бумаге с водяным знаком «ковер», перфорирована: гребенчатая зубцовка 13½ (на каждые 2 сантиметра края марки приходится 13½ зубцов), 100 (10×10) экземпляров на марочных листах[1][14].
7. 1 2  Ниже приведён перечень стандартных марок (с возможностью сортировки по номиналу, тиражу и дате введения в обращение).
8. ↑  Фиолетовая. Литография на бумаге без водяного знака и без зубцов. Марочные листы по 100 (10×10), группы по 4 блока (5×5) марок, разделённых дорожками[6][7][16][17].
9. ↑  Серо-стальная. Литография на бумаге без водяного знака и без зубцов. Марочные листы по 100 (10×10), группы по 4 блока (5×5) марок, разделённых дорожками[6][7][16][17].
10. ↑  Фиолетовая. Печать типографская на бумаге с водяным знаком «ковер», перфорирована: зубцовка 12 (на каждые 2 сантиметра края марки приходится 12 зубцов). Марочные листы по 100 (10×10), группы по 4 блока (5×5) марок, разделённых дорожками[6][7][16][15].
11. ↑  Фиолетовая. Печать типографская на бумаге с водяным знаком «ковер», без зубцов. Марочные листы по 100 (10×10) марок[6][7][16][15].
12. ↑  Зелёная. Печать типографская с водяным знаком «ковер», перфорирована: рамочная зубцовка 12 (на каждые 2 сантиметра края марки приходится 12 зубцов). Марочные листы по 100 (10×10), группы по 4 блока (5×5) марок, разделённых дорожками[6][7][16][15].
13. ↑  Оливковая, три непрерывающихся штриха между грудью и рукой. Литография с водяным знаком «ковер», перфорирована: зубцовка 12 (на каждые 2 сантиметра края марки приходится 12 зубцов). Марочные листы по 100 (10×10), группы по 4 блока (5×5) марок, разделённых дорожками[6][7][18][16][15].
14. ↑  Рабочий «маленькая головка» — широкий просвет между кепкой и рамкой. Оливковая. Литография с водяным знаком «ковер», перфорирована: зубцовка 12 (на каждые 2 сантиметра края марки приходится 12 зубцов). Марочные листы по 100 (10×10), группы по 4 блока (5×5) марок, разделённых дорожками[6][7][18][15].
15. ↑  Оранжевая. Печать типографская с водяным знаком «ковер», без зубцов. Марочные листы по 100 (10×10), группы по 4 блока (5×5) марок, разделённых дорожками. В почтовое обращение официально не поступали, гашение филателистическое[6][7][18][15].
16. 1 2 3 4 5 6 7 8 9 10 11 12 13 14 15 16 17 18 19 20 21 22 23 24 25 26 27 28 29 30 31 32 33 34 35 36 37 38 39 40  В почтовое обращение официально не поступали[5].
17. ↑  Зелёная. Печать типографская с водяным знаком «ковер», без зубцов. Марочные листы по 100 (10×10), группы по 4 блока (5×5) марок, разделённых дорожками. В почтовое обращение официально не поступали, гашение филателистическое[6][7][18][15].
18. ↑  Кирпично-красная. Печать типографская с водяным знаком «ковер», без зубцов. Марочные листы по 100 (10×10), группы по 4 блока (5×5) марок, разделённых дорожками. В почтовое обращение официально не поступали, гашение филателистическое[6][7][18][15].
19. ↑  Карминовая. Печать типографская с водяным знаком «ковер», без зубцов. Марочные листы по 100 (10×10), группы по 4 блока (5×5) марок, разделённых дорожками. В почтовое обращение официально не поступали, гашение филателистическое[6][7][18][15].
20. ↑  Лиловая. Печать типографская с водяным знаком «ковер», без зубцов. Марочные листы по 100 (10×10), группы по 4 блока (5×5) марок, разделённых дорожками. В почтовое обращение официально не поступали, гашение филателистическое[6][7][18][15].
21. ↑  Голубая. Печать типографская с водяным знаком «ковер», без зубцов. Марочные листы по 100 (10×10), группы по 4 блока (5×5) марок, разделённых дорожками. В почтовое обращение официально не поступали, гашение филателистическое[6][7][18][15].
22. ↑  Коричневая. Печать типографская с водяным знаком «ковер», без зубцов. Марочные листы по 100 (10×10), группы по 4 блока (5×5) марок, разделённых дорожками. В почтовое обращение официально не поступали, гашение филателистическое[6][7][18][15].
23. ↑  Коричнево-оливковая. Печать типографская с водяным знаком «ковер», без зубцов. Марочные листы по 100 (10×10), группы по 4 блока (5×5) марок, разделённых дорожками. В почтовое обращение официально не поступали, гашение филателистическое[6][7][18][15].
24. ↑  Красно-оранжевая. Печать типографская с водяным знаком «ковер», без зубцов. Марочные листы по 100 (10×10), группы по 4 блока (5×5) марок, разделённых дорожками. В почтовое обращение официально не поступали, гашение филателистическое[6][7][18][15].
25. ↑  Тёмно-синяя. Печать типографская с водяным знаком «ковер», без зубцов. Марочные листы по 100 (10×10), группы по 4 блока (5×5) марок, разделённых дорожками. В почтовое обращение официально не поступали, гашение филателистическое[6][7][18][15].
26. ↑  Серо-голубая. Печать типографская с водяным знаком «ковер», без зубцов. Марочные листы по 100 (10×10), группы по 4 блока (5×5) марок, разделённых дорожками. В почтовое обращение официально не поступали, гашение филателистическое[6][7][18][15].
27. ↑  Лимонно-жёлтая. Печать типографская с водяным знаком «ковер», без зубцов. Марочные листы по 100 (10×10), группы по 4 блока (5×5) марок, разделённых дорожками. В почтовое обращение официально не поступали, гашение филателистическое[6][7][18][15].
28. ↑  Зелёная. Печать типографская с водяным знаком «ковер», без зубцов. Марочные листы по 100 (10×10), группы по 4 блока (5×5) марок, разделённых дорожками. В почтовое обращение официально не поступали, гашение филателистическое[6][7][18][15].
29. ↑  Фиолетовая. Печать типографская с водяным знаком «ковер», без зубцов. Марочные листы по 100 (10×10), группы по 4 блока (5×5) марок, разделённых дорожками. В почтовое обращение официально не поступали, гашение филателистическое[6][7][18][15].
30. ↑  Серо-стальная. Печать типографская с водяным знаком «ковер», без зубцов. Марочные листы по 100 (10×10), группы по 4 блока (5×5) марок, разделённых дорожками. В почтовое обращение официально не поступали, гашение филателистическое[6][7][18][15].
31. ↑  Коричневая. Печать типографская с водяным знаком «ковер», без зубцов. Марочные листы по 100 (10×10), группы по 4 блока (5×5) марок, разделённых дорожками. В почтовое обращение официально не поступали, гашение филателистическое[6][7][18][15].
32. ↑  Коричневая, красная. Печать типографская с водяным знаком «ковер», без зубцов. Марочные листы по 100 (10×10), группы по 4 блока (5×5) марок, разделённых дорожками. В почтовое обращение официально не поступали, гашение филателистическое[6][7][18][15].
33. ↑  Красная, зелёная. Печать типографская с водяным знаком «ковер», без зубцов. Марочные листы по 100 (10×10), группы по 4 блока (5×5) марок, разделённых дорожками. В почтовое обращение официально не поступали, гашение филателистическое[6][7][18][15].
34. ↑  Коричневая, светло-зелёная. Печать типографская с водяным знаком «ковер», без зубцов. Марочные листы по 25 (5×5) марок. В почтовое обращение официально не поступали, гашение филателистическое[6][7][18][15].
35. ↑  Тёмно-синяя, коричневая. Печать типографская с водяным знаком «ковер», без зубцов. Марочные листы по 25 (5×5) марок. В почтовое обращение официально не поступали, гашение филателистическое[6][7][18][15].
36. ↑  Портрет В. И. Ленина, коричневая  (ЦФА [АО «Марка»] № 220) и серо-коричневая  (ЦФА [АО «Марка»] № 220А). Металлография на плотной бумаге с водяным знаком «ковер», перфорирована: встречается несколько вариантов линейной зубцовки. Марки без зубцов в обращение не поступали[1][10][11].
37. ↑  Портрет В. И. Ленина, тёмно-фиолетовая. Металлография на плотной бумаге с водяным знаком «ковер», перфорирована:  (ЦФА [АО «Марка»] № 221) — линейная зубцовка 10½ (на каждые 2 сантиметра края марки приходится 10½ зубцов) и  (ЦФА [АО «Марка»] № 221А) — линейная зубцовка 12½ (на каждые 2 сантиметра края марки приходится 12½ зубцов). Марки без зубцов в обращение не поступали[1][10][11].
38. ↑  Портрет В. И. Ленина, тёмно-зелёная. Металлография на плотной бумаге с водяным знаком «ковер», перфорирована: линейная зубцовка 10½ (на каждые 2 сантиметра края марки приходится 10½ зубцов). Марки без зубцов в обращение не поступали[1][10][11].